# Кондотьер
Кондотье́ры (от итал. condottiero — командир наёмников) — в Италии XIV—XVI веков руководители военных отрядов (компаний), находившихся на службе у городов-коммун и государей и состоявших в основном из иностранцев.
Каждый отряд группировался вокруг кондотьера, который созывал и распускал отряд по своему усмотрению, заключал договоры (кондотты) на ведение военных операций, получал деньги (итал. soldo — «плата», см. солдат) и расплачивался с наёмниками (солдатами). Случалось, что кондотьеры захватывали власть в городах, основывая синьории. В рядах кондотьеров было немало авантюристов.
Истории известны случаи, когда кондотьеры после получения платы за свою работу переходили из одного воюющего лагеря в другой и шантажировали своих нанимателей.

## Знаменитые кондотьеры
- Вителлоццо Вителли
- Вернер фон Урслинген
- Федериго да Монтефельтро
- Альберто да Джуссано
- Бартоломео Коллеоне
- Муцио Аттендоло
- Франческо Сфорца
- Филиппо Сколари
- Каструччио Кастракани
- Сиджизмондо Малатеста
- Чезаре Борджиа
- Микелетто Корелья
- Алессандро Сфорца
- Никколо Пиччинино
- Браччо да Монтоне
- Джон Хоквуд
- Альберико да Барбиано
- Раймондо ди Кардона
- Франческо да Карманьола
- Эразмо да Нарни
- Этторе Фьерамоска
- Просперо Колонна
- Маркантонио Колонна
- Фернандо д'Авалос
- Джованни делле Банде Нере
- Рожер де Флор
- Бартоломео д’Альвиано
- Джан Джакомо Тривульцио

## История
Таким образом, итальянские вооружённые силы находились в руках либо мелких владетелей, либо воинов, не управлявших государствами: первые набирали войско не для увеличения своей славы, а лишь для того, чтобы стать побогаче или воспользоваться большей безопасностью; вторые, с малолетства воспитанные для военного дела и ничего другого не умевшие, только на него и могли рассчитывать, желая добиться богатства и могущества